# Arpeni
Arpeni – wieś w Armenii, w prowincji Szirak. W 2011 roku liczyła 276 mieszkańców.